# ARJ
ARJ – format kompresji danych oraz program do kompresji i dekompresji tego typu plików. Został stworzony przez Roberta K. Junga. Wersja 1.0 powstała w lutym 1991 roku. Nazwa wywodzi się od ang. archived by Robert Jung (skompresowane przez Roberta Junga). Pliki spakowane ARJ mają zwykle rozszerzenie „.arj”.
Program ARJ udostępnia pokaźną liczbę opcji kompresji plików między innymi umożliwia tworzenie wieloczęściowych archiwów o wielkości dostosowanej do pojemności dyskietek.
Został wyparty przez takie formaty kompresji jak RAR i ZIP, które pozwalają uzyskać wyższy poziom kompresji i są wygodniejsze w użytkowaniu (ARJ nie doczekał się oficjalnego interfejsu graficznego).

## Wersje
ARJ
- Uruchamia się w systemie DOS w wersji 2.11 lub nowszej
- Wymaga 512 kB pamięci.

ARJ32
- Uruchamia się w 32-bitowym środowisku Windows.
- Wymaga 8 MB pamięci.
- ARJ32 od wersji 3.1x obsługuje systemy WinNT/2000/XP i Win9x/ME.

Wersje te prawie nie różnią się funkcjonalnością. Jedyną różnicą jest, że ARJ32 obsługuje długie nazwy plików w środowisku Windows NT.